# Automotrice système Mékarski CGO
 (février 2022).
L'automotrice système Mékarski est un type d'automotrice à air comprimé pour tramway conçu pour la Compagnie générale des omnibus (CGO) à Paris.

## Histoire
La Compagnie générale des omnibus (CGO) met en service une série de cent quarante-huit automotrices à air comprimé du système Mékarski avec impériale.

## Caractéristiques

### Caractéristiques générales
| Nombre construits                      | 148                                                                             |
| Numéros                                | 1-148                                                                           |
| Écartement [mm]                        | 1 435                                                                           |
| Longueur hors-tampons [mm]             | 8 320                                                                           |
| Largeur hors-tout [mm]                 | 2 000                                                                           |
| Hauteur hors-tout [mm]                 | 4 800                                                                           |
| Empattement du truck [mm]              | 1 900                                                                           |
| Porte-à-faux hors-caisse [mm]          | 4 160                                                                           |
| Nombre de bogies moteurs+porteurs      | 1+0                                                                             |
| Disposition des essieux                | B                                                                               |
| Poids à vide / en ordre de marche [kg] | 14 000 / 17 510                                                                 |
| Capacité                               | 52 places (20 dans le compartiment, 4 sur la plate-forme et 28 sur l’impériale) |
| Conduite                               | Unidirectionnelle                                                               |

### Motorisation
L'air y était stocké sous la pression maximale de 80 atmosphères dans 8 réservoirs en acier embouti de 16 mm.